# 唐·揚
唐納德·埃德溫·“唐”·揚（英語：Donald Edwin "Don" Young；1933年6月9日—2022年3月18日）是一位美國共和黨的政治人物，他從1973年至2022年於西雅圖-塔科馬國際機場去世為止一直擔任阿拉斯加州單一國會選區選出的眾議員。去世前，揚是阿拉斯加州國會代表團的團長和最資深的聯邦眾議院議員。楊也是共和黨歷史中在美國國會任職最長的議員。

## 外部連結
- 唐·揚（页面存档备份，存于）眾議院網站
- 唐·揚眾議員競選網站（页面存档备份，存于）
- 中的“唐·揚”
- C-SPAN內的頁面（英文）
- Background and collected news at The Washington Post
- 美國國會國家人物傳記大辭典中的傳記
- 由華盛頓郵報維護的投票記錄
- 智慧投票计划中的傳記、投票紀錄及利益集團評級
- Congressional profile at GovTrack
- Congressional profile at OpenCongress
- Issue positions and quotes at On the Issues
- Financial information at OpenSecrets.org
- Staff salaries, trips and personal finance at LegiStorm.com
- 聯邦選舉委員會中的競選財務報告和數據
- Appearances on C-SPAN programs
- 網路電影資料庫上的亮相頁面
- Collected news and commentary at The New York Times
- Works by or about 唐·揚 in libraries (WorldCat catalog)
- Profile at Ballotpedia

| 美国众议院             | 美国众议院                                       | 美国众议院                |
| ---------------------- | ------------------------------------------------ | ------------------------- |
| 前任者： 尼克·贝吉齐   | 阿拉斯加州單一國會選區 眾議院議員 1973年－2022年 | 繼任者： 瑪麗·佩爾托拉    |
| 現任                   |                                                  |                           |
| 前任者： 喬治·米勒     | 眾議院資源委員會主席 1995年－2001年              | 繼任者： 詹姆斯·V·漢森    |
| 前任者： 博·舒斯特     | 眾議院運輸與基礎設施委員會主席 2001年－2007年    | 繼任者： 吉姆·奥博斯塔    |
| 榮銜                   |                                                  |                           |
| 前任者： 比爾·揚       | 最資深的共和黨籍聯邦眾議員 2013年－2022年        | 繼任者： 哈尔·罗杰斯      |
| 前任者： 约翰·科尼尔斯 | 美国众议院院长 2017年－2022年                    | 繼任者： 哈尔·罗杰斯      |
| 前任者： 薩姆·約翰遜   | 美国众议院中最年长议员 2019年－2022年            | 繼任者： 艾迪·伯尼斯·強森 |